# Iridomyrmex spodipilus
Iridomyrmex spodipilus är en myrart som beskrevs av Steven O. Shattuck 1993. Iridomyrmex spodipilus ingår i släktet Iridomyrmex och familjen myror. Inga underarter finns listade i Catalogue of Life.